# Stigs Bjergby
Stigs Bjergby – miasto w Danii, w regionie Zelandia, w gminie Holbæk.